# Nanohammus rufescens
Nanohammus rufescens là một loài bọ cánh cứng trong họ Cerambycidae.